# Samppa Lajunen
Samppa Lajunen (n. 23 aprilie 1979, Åbo, Finlanda) este un sportiv ce a reprezentat Finlanda, medaliat olimpic. A participat la 2 ediții ale Jocurilor Olimpice (1998, 2002) în care a câștigat 3 medalii de aur și două medalii de argint.